# Modern Times (album, Bob Dylan)
Modern Times je 32. studiové album Boba Dylana. Album vyšlo 29. srpna 2006 u Columbia Records. Album produkoval Jack Frost, což je jeden z mnoha pseudonymů Boba Dylana.

## Seznam skladeb
Všechny skladby napsal Bob Dylan.
| Pořadí         | Název                   | Délka |
| -------------- | ----------------------- | ----- |
| 1.             | Thunder on the Mountain | 5:55  |
| 2.             | Spirit on the Water     | 7:42  |
| 3.             | Rollin' and Tumblin'    | 6:01  |
| 4.             | When the Deal Goes Down | 5:04  |
| 5.             | Someday Baby            | 4:55  |
| 6.             | Workingman's Blues #2   | 6:07  |
| 7.             | Beyond the Horizon      | 5:36  |
| 8.             | Nettie Moore            | 6:52  |
| 9.             | The Levee's Gonna Break | 5:43  |
| 10.            | Ain't Talkin'           | 8:48  |
| Celková délka: | Celková délka:          | 63:04 |

## Sestava
- Bob Dylan – zpěv, harmonika, kytara, piáno
- Stu Kimball – kytara
- Denny Freeman – kytara
- Donnie Herron – steel kytara, housle, viola, mandolína
- Tony Garnier – baskytara, violoncello
- George G. Receli – bicí, perkuse